# はまるーぷバス

鬼太郎バス（境港駅にて）

はまるーぷバスは、2001年（平成13年）4月20日に運行を開始した鳥取県境港市のコミュニティバスである。2001年4月20日運行開始。境港市役所を起終点とする「メインコース」「生活コース」の2ルートが運行されており、いずれも循環路線で右回り・左回りがある。境港駅・上道駅・余子駅・高松町駅・中浜駅・米子空港にも乗り入れている。運行主体は境港市役所産業部通商観光課で、共立メンテナンスが運行受託しているが、委託事業者は入札によって決定し3年ごとに更新される。境港市が水木しげるの出身地であることから、現行車両には『ゲゲゲの鬼太郎』など水木作品のラッピングが施されている。

## 沿革
- 2001年4月20日：運行開始。入札の結果、当初は日ノ丸自動車に運行を委託していた。
- 2004年4月1日：契約更新に伴う入札の結果、運行委託先を大新東に変更。
- 2007年4月1日：契約更新に伴う入札の結果、運行委託先を再度日ノ丸自動車に変更。

## 現行路線
- 料金は以下の通りとなっている（前払い）。
  - 大人、小学生、障害者等100円、幼児は無料。
- 回数券
  - 1,000円券（100円券の11枚綴り）、3,000円券（100円券の35枚綴り）、5,000円券（100円券の60枚綴り）
- なお、他社の一般路線の乗車券類は使用できない。
- 運行は共立メンテナンスに委託している。
- 12月31日 - 1月3日は運休。

### メインコース
- 市役所・保健相談センター - 余子駅 - （老人福祉センター - 夢みなとタワー・境港さかなセンター - 老人福祉センター） - 米子空港 - 渡公民館 - 山陰アシックス工業前 - 済生会境港総合病院 - 境港駅 - 台場公園・海とくらしの史料館入口 - 境港水産物直売センター・境港港湾合同庁舎 - 境港警察署 - 市役所入口 - 市役所・保健相談センター
  - 上記は右回り。左回りは文末方向から順番にとまる。

### 生活コース
- 市役所・保健相談センター - 上道駅 - 済生会境港総合病院 - さかい幸朋苑 - 高松町駅 - 中浜駅 - 米子空港 - グループホーム夕日ヶ丘前 - 渡町二区総合センター前 - 西灘神社 - 済生会境港総合病院 - 境港駅 - 境小学校前 - 市場医院前 - 市役所・保健相談センター
  - 上記は右回り。左回りは文末方向から順番にとまる。

## 車両

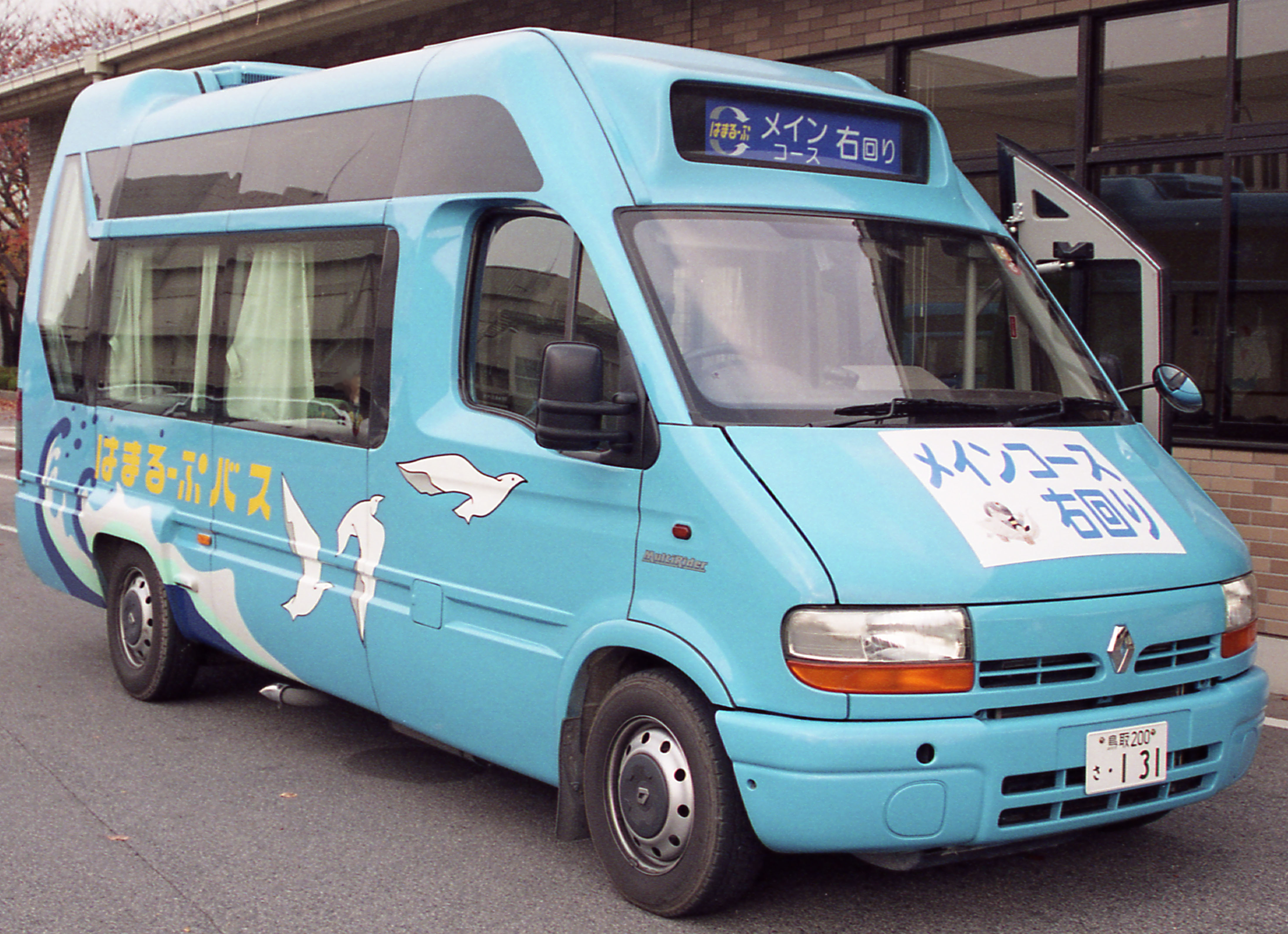
オムニノーバ・マルチライダー（2001年11月）

以下の小型ノンステップバス（予備車を除く）で運行している。エアロミディMEのみ2ドア（前乗り中降り）、その他は1ドア車。なお、一部車両には鬼太郎のイラストが描かれている。
- 日野・リエッセII（予備車・ツーステップ）：はまるーぷバス運行開始に伴い廃止された老人福祉バスから転用
- オムニノーバ・マルチライダー：2008年10月限りで引退
- 三菱ふそう・エアロミディME
- 日野・ポンチョ（初代ポンチョ）
- 日野・ポンチョ（2代目ポンチョ）：鬼太郎バス

## 特記事項
2015年5月29日、はまるーぷバスの2代目ポンチョ「鬼太郎バス」のチョロQが発売され、水木プロ公式オンラインショップ「妖怪本舗」で通信販売も行われている。なお、東京都調布市の深大寺門前にある「鬼太郎茶屋」や、水木しげるの命日を記念し調布市内で毎年行われる「ゲゲゲ忌」のイベント期間中に調布パルコで販売されたこともある。